# Zolotjiv
Zolotjiv (ukrainska: Зо́лочів uttal (fil)) är en stad i Lviv oblast i västra Ukraina. Folkmängden uppgick till 24 059 invånare i början av 2012.

## Kända personer från Zolotjiv
- Johan III Sobieski, kung av Polen.
- Weegee, fotograf.